# Archaraeoncus prospiciens
Archaraeoncus prospiciens är en spindelart som först beskrevs av Tord Tamerlan Teodor Thorell 1875.  Archaraeoncus prospiciens ingår i släktet Archaraeoncus och familjen täckvävarspindlar. Inga underarter finns listade i Catalogue of Life.